# Myrcia albescens
Myrcia albescens là một loài thực vật có hoa trong Họ Đào kim nương. Loài này được (Alain) Alain mô tả khoa học đầu tiên năm 1971.